# Interrogativpronomen
Das Interrogativpronomen oder Fragepronomen (auch: fragendes Fürwort, Fragefürwort) ist ein Wort, das in einem Fragesatz die Rolle eines Pronomens spielt und zugleich den Satz als Ergänzungsfrage ausweist oder als indirekte (eingebettete) Frage. Interrogativpronomen im Deutschen sind: wer, was, welch(-er, -e, -es) (letzteres hat Verwendungen als Artikelwort oder Pronomen).
Das nicht-pronominale Gegenstück zu Fragepronomen sind die Interrogativadverbien (Frageadverbien), z. B. wo, warum. Beide Gruppen werden im Deutschen insgesamt auch als „W-Wörter“ zusammengefasst (jedoch können W-Wörter auch als Relativpronomen bzw. Relativadverbien verwendet werden, nicht nur als Fragewörter). Fachsprachlich lassen sich Fragepronomen und Frageadverb als Interrogativ[um] zusammenfassen, jedoch ist mit diesem Ausdruck oft auch nur ein Pronomen gemeint.
Beispiele für die Verwendung von Fragepronomen:
- „Was hast du nur getan?“
- „Wer hat das getan?“
- „(Ich frage mich), wer so etwas tun würde.“
- „Welches sind deine besten Freunde?“[4]

Da alle Sprachen die Bildung von Ergänzungsfragen ermöglichen, erfordern auch alle Sprachen entsprechende Pronomen im Fragesatz. Allerdings werden nicht immer Fragepronomen von Indefinitpronomen unterschieden. Zum Beispiel dienen im Koreanischen die Affixe -ta und -ni am Verb dazu, den Unterschied zwischen Aussage- und Fragesatz anzuzeigen, die verwendeten Pronomen unterscheiden sich nicht:
- Nwuka oassta – „Jemand kam.“
- Nwuka oassni – „Wer kam?“ (sowie auch: „Kam jemand?“, wenn das Verb betont wird)

Auch die Interrogativpronomen des Deutschen haben, zumindest in der gesprochenen Sprache, Verwendungen als Indefinitpronomen, können also auch gleichbedeutend sein mit irgendwer, irgendwelche etc. Es besteht im Deutschen jedoch der syntaktische Unterschied, dass Fragepronomen am Satzanfang stehen müssen:
- „Da hat wer seinen Regenschirm vergessen.“

(„wer“ = „irgendwer“; Aussagesatz)
- „Wer hat da seinen Regenschirm vergessen?“

(„wer“ kann hier nur als Fragepronomen aufgefasst werden)
- „Irgendwer hat da seinen Regenschirm vergessen.“

(als Anfang eines Aussagesatzes nur diese Form des Indefinitpronomens möglich)